# Sonjay Dutt
Retesh Bhalla (7 de abril de 1982) es un luchador profesional estadounidense, descendiente de una familia de Panyab, conocido por el nombre de Sonjay Dutt. Es más conocido por su estancia de Total Nonstop Action Wrestling (TNA). Actualmente está firmado con All Elite Wrestling como productor.
Dutt es una vez Campeón Nex Gen de la GFW y una vez Campeón de la División X de Impact / GFW, además de ser ganador de la Copa Mundial X con Alex Shelley, Chris Sabin y Jay Lethal

## Carrera
Los padres de Dutt se mudaron a los Estados Unidos después de que nacieran. Durante su crecimiento, se apuntó al colegio de lucha libre "KYDA Pro Wrestling". Sus primeros años de carrera profesional fueron en KYDA Pro Wrestling.

### Major League Wrestling (2003–2004)
Tuvo su primer combate contra Jimmy Yang en 2003 en el evento promocional "Summer Apocalypse". Dutt mejoró, e intentó llegar a lo máximo. En septiembre de 2003, durante un evento promocionado por MLW, ganó el World Junor Heavyweight Championship, contra Tony Mamaluke, Eddie Colón y Christopher Daniels. En 2004, Dutt retuvo el título contra Jack Evans en el evento "MLW Reloaded".

### Circuito independiente (2006–2008)
Ha trabajado para la Ring of Honor, UWA, Combat Zone Wrestling, MXW Pro Wrestling, VCW, y NWA. También ha estado en el tour de la Pro Wrestling ZERO1.Estuvo un tiempo en Japón, hasta que un día volvió a la UWA para luchar en un combate contra El Último Dragón.
En 2008, Dutt participó con Motor City Machine Guns (Alex Shelley y Chris Sabin) en el King of Tríos formando el "Team TNA". Poco después, participó en el torneo "Rey de Voladores". En junio de 2008, apareció en Combat Zone Wrestling para luchar contra Pinkie Sanchez. El "Team TNA" volvió a juntarse tras recibir un reto del "Team CMLL" (Último Guerrero, Atlantis y Negro Casas). Venció el "Team CMLL".

### Total Nonstop Action (2004–2009)
Ha tenido varias apariciones en esta empresa, pero no se estableció totalmente hasta 2008. Una de estas apariciones fue para coronarse campeón de la Copa Mundial X (World X Cup), junto a Jay Lethal, Chris Sabin y Alex Shelley
En cuanto llegó, tuvo problemas con Jay Lethal, pues, dentro de una historia de amor ficticia, a Dutt le gustaba la novia de Lethal, SoCal Val. Dutt participó en un combate Xscape, siendo eliminado el primero. Dutt arruinó la boda de Val y Lethal. Dutt atacó a Lethal y se convirtió en un villano, lo que le permitió enfrentarse en varios combates, tanto en Impact! como en PPV (Victory Road y Hard Justice), llevándose la victoria. En No Surrender Val se volvió contra Lethal, lo que le permitió a Dutt ganar el "Ladder of Love" Ladder match.
En junio de 2009, el contrato de Dutt expiró al no llegar a un acuerdo.

### Circuito independiente (2009–2019)
Tras dejar la TNA, volvió a la Pro Wrestling Zero1 de Japón. En marzo de 2009, ganó el título Zero1 International Junior Heavyweight Championship, ganando a Ikuto Hidaka. Poco después, dejó el título vacante para que se realizase un torneo por él, garantizando que lo volvería a ganar. Quedó eliminado en semifinales por Price Devitt.
Dutt hizo su debut en Pro Wrestling Guerrilla en abril de 2009, donde perdió dos combates seguidos. También apareció en la Ring of Honor, luchando en un tres contra tres con oponentes: Bryan Danielson y Eddie Edwards. Ganó esl combate. No ha aparecido de nuevo en ROH desde enero de 2010.
Reapareció en las grabaciones de ROH transmitidas el 24 de agosto de 2013, participando en el torneo para determinar al Campeón Mundial de ROH, pero en la primera ronda fue derrotado y eliminado por Jay Lethal.

### Total Nonstop Action (2012-2019)
Dutt hizo su regreso a la TNA el 28 de junio en Impact Wrestling, como parte de un torneo para coronar a un nuevo Campeón de la División X, derrotando a Rubix, clasificándose para las semifinales. .En Destination X derrotó a Rashad Cameron, llegando a la final, la cual fue un Ultimate X Match por el título, pero el combate fue ganado por Zema Ion, participando también Mason Andrews y Kenny King. Durante el combate, su hombro se separó, por lo que los médicos tuvieron que atenderle durante el combate.
El 21 de marzo de 2013 hizo una nueva aparición en Impact Wrestling luchando por el Campeonato de la X Division contra Kenny King pero fue derrotado. El 18 de julio en Destination X derrotó a Petey Williams y Homicide clasificando para un Ultimate X Match por el Campeonato de la X Division contra Greg Marasciulo y Manik, siendo este último el ganador.
El 23 de enero de 2019, se informó que Dutt había recibido su liberación de Impact Wrestling. 

### WWE (2019–2021)
El 23 de enero de 2019, Sonjay Dutt firmó con WWE para convertirse en productor junto con Abyss. El 29 de junio de 2021, se informó que Dutt se había marchado de WWE.

### All Elite Wrestling (2021–presente)
El 30 de junio de 2021, se informó que Dutt había firmado con AEW como productor.

## En lucha
- Movimientos finales
  - 450º splash
  - Camel clutch
  - Hindu Press/Hindusault (Corkscrew 450º splash)
  - Moonsault double foot stomp
  - Running shooting star press
  - Sonjay Cutter (Standing backflip three–quarter facelock sitout reverse DDT)

- Movimientos de firma
  - Bombay Blast / Bombay Rana (Springboard somersault hurricanrana)
  - Bombay Boom (Pendulum kick from out of the corner, as a counter to an oncoming opponent)
  - Bombay Buster (Vertical suplex twisted and dropped into a facebreaker knee smash)
  - Brainbuster
  - Calcutta Cutta (Facebreaker knee smash followed by a jumping neckbreaker)
  - Half nelson bulldog
  - Headscissors takedown transicionado a wrist–lock
  - Frankensteiner
  - Indian Summer (Elevated cradle neckbreaker)
  - Inverted suplex Stunner
  - Springboard moonsault, a veces con un oponente de pie fuera del ring
  - Sprinkler Elbow (Arm twist ropewalk elbow drop, con burlas)
  - Standing moonsault
  - Tilt–a–whirl tornado DDT

- Mánagers
  - Kevin Nash
  - SoCal Val
  - Pandora

- Apodos
  - "The Mamu" (TNA)
  - "The American Monkey"
  - "The Guru" (TNA)
  - "The Original Playa from the Himalaya"

## Campeonatos y logros
- Combat Zone Wrestling
  - CZW World Junior Heavyweight Championship (2 veces)
  - CZW Best of the Best 4

- CyberSpace Wrestling Federation
  - CSWF Cruiser X Championship (1 vez)
  - CSWF Tag Team Championship (2 veces) – con Ruckus (1) y Prince Nana (1)

- Danger Zone Wrestling
  - DZW Tag Team Championship (1 vez) – con Sean Lei

- Global Force Wrestling
  - GFW NEX*GEN Championship (1 vez)

- Global Wrestling Alliance
  - GWA Tag Team Championship (1 vez) – con Sean Lei

- GeneraXión Lucha Libre
  - Campeonato Internacional Hatun Auqui (1 vez) – Actualmente

- Independent Wrestling Association Mid-South
  - IWA Mid-South Light Heavyweight Championship (1 vez)

- KYDA Pro Wrestling
  - KYDA Pro Mid-Atlantic Championship (2 veces)

- Major League Wrestling
  - MLW Junior Heavyweight Championship (1 vez)
  - MLW J-Cup USA Tournament (2003)

- NWA Impact
  - NWA Impact Junior Heavyweight Championship (1 vez)

- Plymouth Championship Wrestling
  - PCW Heavyweight Championship (1 vez)

- Pro Wrestling ZERO1
  - Zero1 International Junior Heavyweight Championship (1 vez)

- Total Nonstop Action / Global Force Wrestling
  - Impact / GFW X Division Championship (1 vez)
  - World X Cup (2006) – con Alex Shelley, Chris Sabin y Jay Lethal

- UWA Hardcore Wrestling
  - Grand Prix Tournament (2006)

- Pro Wrestling Illustrated
  - Número 81 en el ranking de los mejores luchadores en 2008.
  - Situado en el Nº243 en los PWI 500 de 2012[3]

- Wrestling Observer Newsletter
  - Peor lucha del año - 2006 TNA Reverse Battle Royal en TNA Impact!